# Hadena grisescens
Hadena grisescens är en fjärilsart som beskrevs av Turati 1923. Hadena grisescens ingår i släktet Hadena och familjen nattflyn. Inga underarter finns listade i Catalogue of Life.